# ジョン・ピム

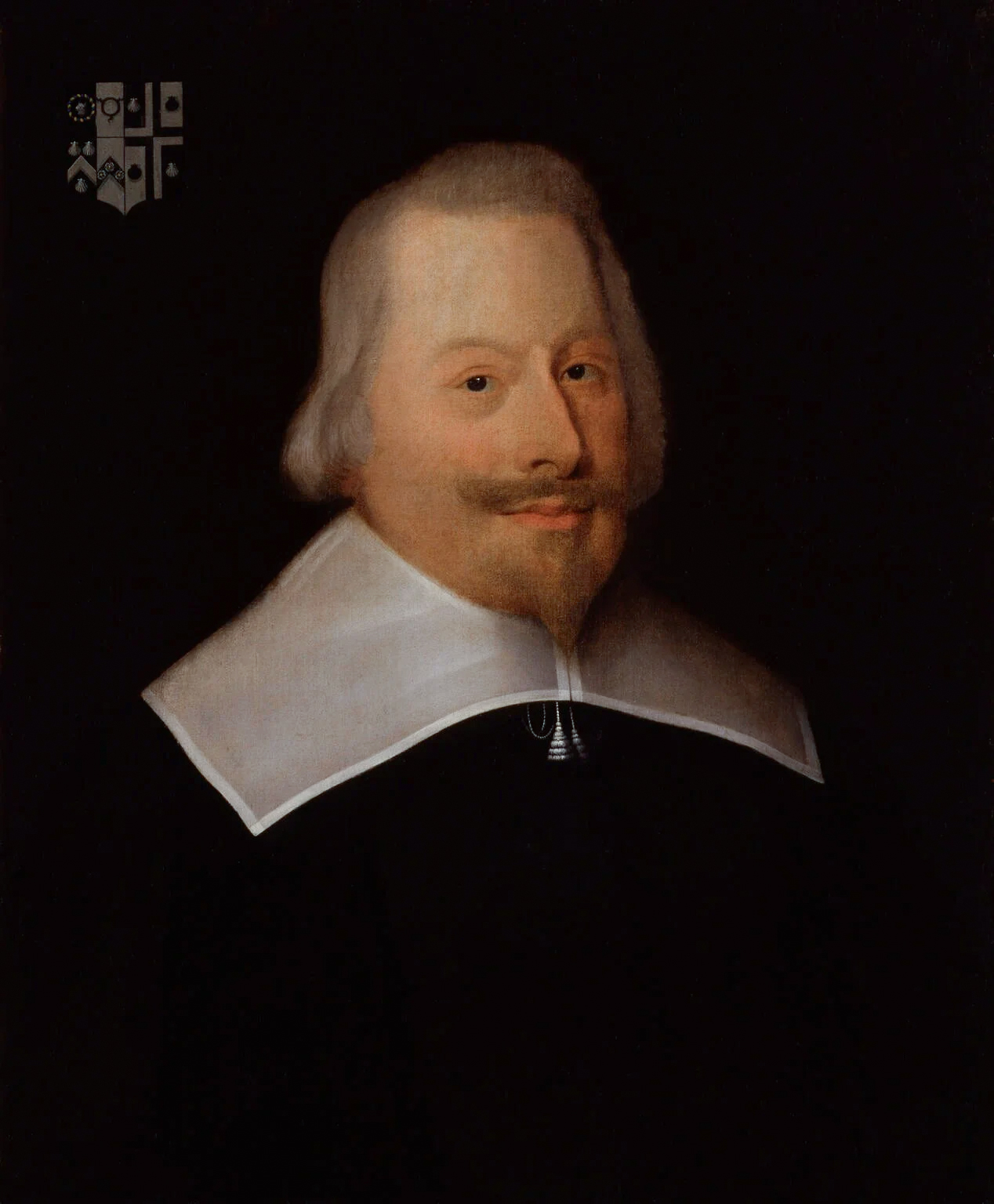
ジョン・ピム（1640年）

ジョン・ピム（英：John Pym, 1584年5月20日 - 1643年12月8日）は、17世紀イングランドの政治家。清教徒革命（イングランド内戦）の初期において主導的な役割を果たした1人である。

## 生涯

### 生い立ち
サマセットシャーのジェントリアレクサンダー・ピムとフェリッペ夫妻の息子として生まれ、1年もたたずに父を亡くし母がアンソニー・ラウスと再婚、敬虔なピューリタンであった継父に育てられた。1599年にオックスフォード大学に入り、3年後の1602年にミドル・テンプル法曹院に進んだ。この学生時代に火薬陰謀事件が発生し、ピムに強い反カトリック感情を生み出す一因となった。
ベッドフォード伯爵フランシス・ラッセルとは継父を通じて家族ぐるみの交際があり、その支援を受けて1605年に各王領の収入役を任され富裕になり、財政知識だけでなく州委員会に属して地方政治を学び取った。1614年に庶民院議員に選出され、1621年にも再選されている。また収入役を勤めていた頃に義姉の娘アン・フックと結婚し息子チャールズを含む7人の子を儲けたが、1620年に妻、母、義兄を相次いで失っている。
1621年の議会でピムはカトリックへの弾圧を支持して、全イングランド国民に忠誠の誓いを求める一方、ジェームズ1世に対しては、忠誠と引換にイングランド人の諸権利を国王が保証すべきことを強く求め、エドワード・コークらと共に議会の大抗議を作成した。激怒したジェームズ1世により議会は解散、ピムもロンドンの自宅で軟禁状態に置かれるが、有能だったため収入役を罷免されずに済んでいる。程無く政治活動を再開、1624年と1625年の議会にも出席して反カトリック・反アルミニウス主義とイングランド国教会守護の主張を止めなかった。

### 国王専制を批判
チャールズ1世の代の1626年に起きたバッキンガム公ジョージ・ヴィリアーズの弾劾ではその失政を追及して、反国王派から注目を受けるようになる。ジョン・エリオットらと共に1628年の権利の請願作成と提出に中心的な役割を果たしたが、翌1629年にチャールズ1世が議会を解散して無議会状態となると、プロヴィデンス島会社の収入役に就任した。これは表面上、新大陸における植民地建設のための会社であったが、裏では反国王派を政治的弾圧から保護する目的を有していた。株主に庶民院議員ジョン・ハムデン、貴族院議員ウォリック伯ロバート・リッチ、ブルック男爵ロバート・グレヴィル、セイ＝シール子爵ウィリアム・ファインズなどが名を連ね、スペイン軍がカリブ海の植民地に上陸して会社が倒産した後も連携を保った。また、政府に投獄されていたエリオットが1632年に獄死、コークも1634年に亡くなると、彼らに代わりハムデンと共に庶民院指導者として政府を批判していった。
1640年4月の短期議会によって議会が再開された時、主教戦争の軍費捻出のため議会に課税同意を求めるチャールズ1世に対して、国王の個人支配とも呼ばれた無議会政治への非難と人民の政治的権利の保障要求と国王の政治運営に対する追及を行った。続いて、11月からの長期議会においてピムは王妃ヘンリエッタ・マリア・オブ・フランスやカンタベリー大主教ウィリアム・ロード、政権指導者のストラフォード伯爵トマス・ウェントワースらの糾弾を行った（後にストラフォード伯は処刑）。また、無議会政治でチャールズ1世が濫用した大権とその執行機関の廃止に尽力、1641年2月から8月にかけてトン税・ポンド税・船舶税禁止、星室庁・高等宗務官裁判所廃止、3年に1回議会の召集などを定め王政に制限をかけていった。それらは清教徒革命が終わり王政復古が始まっても変更されず保持され、イギリスが近代国家へ進む土台となっていった。
これに対してチャールズ1世は、先のスコットランドにおける主教戦争にピムら反国王派が関与したと非難して孤立化を謀り、さらにアイルランドにおける反乱（アイルランド反乱・アイルランド同盟戦争）の発生でイングランド国内に挙国一致的な空気が生まれたことが、ピムを苦境に追い込んだ。ピムに率いられたグループは11月に「議会の大諫奏」（大抗議文）を辛うじて議会で通して、これに対抗した。大抗議文は議会を通過したものの、わずか11票差というきわどいものであった。
1642年1月3日、チャールズ1世は貴族院に対してピムやハムデン、アーサー・ヘジルリッジ、デンジル・ホリス、ウィリアム・ストロードら急進的な5人の庶民院議員の逮捕を要請したが、失敗に終わった。これを知った5人は、翌4日に議会に登院してチャールズ1世を挑発、遂にチャールズ1世自らが兵を率いて庶民院に乗り込む事態となった。だが、5人は直前にロンドン市内に逃げ込み、5人の引渡しを求めるチャールズ1世に対して、ロンドン市民は抵抗の姿勢を見せたために、チャールズ1世は身の危険を感じてロンドンを脱出、11日に5人は議会に復帰した。これにより議会派と王党派は戦争へ向かい8月に第一次イングランド内戦が始まり、大抗議文を巡り議会派内部も分裂、ピムやハムデンら急進派は独立派に属し、穏健派はピムの友人だったエドワード・ハイド（後のクラレンドン伯爵）など王党派に転向する議員もいたが、大勢は長老派を結集し後の内部抗争を招くきっかけにもなった。

### 内戦下の議会を主導
内戦発生後は議会派の財務担当者となり、王党派と戦うための民兵と新税の必要性を唱えて反対派を説いた他、オリバー・クロムウェルら各地の有力な指揮官を議会側に引き入れた。議会に対しては指導力を発揮、内戦長期化で穏健派と急進派が揉めて分裂する事態を避けるため、穏健派が提案する国王との和睦交渉を支持する一方、戦争遂行に欠かせない財政基盤の確立にも取り組み、両派をうまくなだめて分裂を抑えた。
1643年に国王と議会穏健派の間で和睦交渉が開始されたが決裂する場合を見越し、3月に交渉の裏で王党派の財産没収を立法化、カトリックの脅威と陰謀を吹聴して危機感を煽り、2月から7月にかけて各州の財産評価および課税・消費税を始めとする課税の導入を推進、議会の財政基盤を確立した。この税制も王政復古で継続し近代国家イギリスを支えるシステムとなった。一方、7月にスコットランド国民盟約から同盟を打診されるとヘンリー・ベインら代表団をスコットランドへ派遣して盟約派のアーガイル侯爵アーチボルド・キャンベルらと交渉に当たらせ、自らは議会軍の指揮官エセックス伯ロバート・デヴァルーとウィリアム・ウォラーの対立を抑え、議会の分裂防止に努めた。この時、エセックス伯を非難して分裂を起こしかけた過激派政治家のヘンリー・マーティンは、ピムがエセックス伯を信任したため孤立、支持者にも見捨てられロンドン塔へ投獄された。
さらに9月25日にはスコットランドとの同盟交渉に成功した（厳粛な同盟と契約）。その際、全てのイングランド人に対し、同盟の遵守を通じて議会への忠誠義務を誓約させた。これは国民大衆の議会のもとにおける一致団結を求めたものであった。だが、ピムは既に癌に冒されており、12月8日に逝去。1週間後の15日にウェストミンスター寺院に葬られた。6月にピムに先立ってハムデンもチャルグローヴ・フィールドの戦いで敗死、彼等の後を継いだベインとオリバー・シンジョン、クロムウェルがそれぞれ政治と軍事に取り組んだが、内戦に勝利するとクロムウェルが台頭、やがて革命の新たな指導者へと昇り詰めていくことになる。